# 퇴촌면
퇴촌면(退村面)은 경기도 광주시의  면이다.

## 연혁
- 1912년 6월 20일 퇴촌면 관내 이석리(현 남종면)의 개인집에서 집무하다가 광동리 204번지로 옮겼음
- 1925년 을축년 수해로 면청사가 유실되어 면민의 기부금으로 광동리 307번지에 신축
- 1950년 10월 한국전쟁 1.4 후퇴 시 대파되어 개보수하여 사용
- 1959년 12월 25일 국비지원으로 광동리 327번지에 청사신축
- 1959년 12월 면사무소 대지에 복지회관을 건립(1993. 철거)
- 1973년 7월 1일 : 행정구역 개편으로 인하여 금사리, 삼성리, 이석리가 남종면에 편입됨[1]
- 1991년 4월 27일 현청사 신축
- 1995년 	오리 73-1번지에 퇴촌문화복지회관 신축

## 지명 유래
퇴촌면에 대한 지명의 유래는 두가지 설이 내려오는데 하나는 조선시대 초기의 개국공신이며 특히 조선 태종(太宗)의 총애(寵愛)를 받았던 한산군(漢山君) 조영무(趙英茂)가 노약하여 정계를 은퇴하면서 광주(廣州)의 동쪽 마을인 광동리(光東里)로 와서 말년을 보내면서 호(號)를 '퇴촌(退村)'이라고 하였는데 조영무의 호가 지명이 되었다는 설이다.
또 하나의 설은 『중정남한지(重訂南漢志)』에 의하면, 고려말에 왕(王)씨와 백(白)씨 성을 가진 두 사람의 상서(尙書)가 나라가 패망할 때를 당하여 함께 조정(朝廷)에서 물러나 이 곳에서 살았는데, 지붕을 맞대고 이웃이 되어 살구나무를 수백 그루 심었다고 한다. 그 당시의 마을 이름은 '상서동(尙書洞)' 또는 '행방(杏坊)'이라고 하였는데 두 사람의 상서(尙書, 고려시대 정3품 문관벼슬)가 퇴촌하여 살았다고 하여 '퇴촌(退村)'이라는 고을 이름이 생겼다고 기록되어 있다.

## 법정리 및 자연마을
- 광동리(光東里): 면 행정복지센터 소재지
  - 광백이(광동2리), 동지벌말(광동1리), 웃광백이, 탑골
- 관음리(觀音里)
  - 넘말, 도장골, 중투말
- 우산리(牛山里)
  - 박석거리마을, 소미, 매내미
- 영동리(嶺東里)
  - 거먹골(거북골), 구룡동(九龍洞), 석둔(石屯)
- 도수리(陶水里)
  - 도지동(陶池洞), 수동리(水東里, 참샘이), 삼백골(三白谷), 탑선이(塔仙洞), 사기장골(砂器匠谷), 학아동(學兒洞, 하랑방), 쇠메기, 오래실마을, 지새울마을
- 오리(梧里)
  - 안가루개마을, 샛골, 넘말
- 도마리(道馬里)
  - 윗도마치, 아래도마치, 중간말, 응달말
- 무수리(無愁里)
  - 새끼무술, 아래무술, 윗무술
- 원당리(元堂里)
  - 원댕이마을(元堂), 가새골, 양지말, 무럭골
- 정지리(亭支里)
  - 정자동(亭子洞), 지위동(支渭洞), 중투말

## 특산물
- 토마토
- 오이
- 표고버섯

## 교육
- 도수초등학교 (도수리)
- 광수중학교 (도수리)

## 문화재
- 신흠 묘역 및 신도비 - 영동리 소재, 경기도 기념물 제145호

## 참고 문헌
- 《지명이 품은 한국사》, 이은식 저, 타오름(2013년)